# حسینعلی وزیری تبار
حسینعلی وزیری‌تبار (۱۲۸۵ خورشیدی – ۱۳۳۷)، نوازنده قره‌نی (کلارینت) اهل ایران بود.
وی شاگرد شعبهٔ موزیک مدرسهٔ دارالفنون بود. وی معلم هنرستان عالی موسیقی بود. همچنین مؤسس اولین ارکستر نابینایان بود. به یاد شیراز و تعدادی تکنوازی و همنوازی و یک صفحهٔ گرامافون از آثار وی هستند.

## زندگی
حسینعلی وزیری‌تبار نوازندهٔ قره‌نی و نواساز، در سال ۱۲۸۵ در تهران متولد شد در زمان کودکی به دلیل علاقهٔ زیادی که به موسیقی داشت و با اصرار پدر، موفق شد تا موافقت سرهنگ نصرالله خان مین باشین را که سرپرست موزیک نظام بود جلب کند. در آنجا مبانی علمی موسیقی مغرب زمین را آموخت و وارد دستهٔ موزیک شد در سال ۱۳۰۷ و با تشکیل مدرسهٔ موسیقی دولتی در آنجا ادامه تحصیل داد. به گزارش بخش تحقیق و گزارش هنری ایسنا، ساز تخصصی او در آن زمان قره‌نی بود. او با ساز خود، شروع به تمرین قطعات کلاسیک موسیقی مغرب زمین کرد و در همان زمان با ابراهیم خان منصوری که نوازنده مشهور ویولون بود آشنا شد ردیف‌های موسیقی را از منصوری می‌آموخت و با ساز خود تمرین می‌کرد. این کار با تمام سختی‌هایی که داشت باعث شد تا وزیری‌تبار مشهورترین و موفق‌ترین نوازنده قره‌نی در آن زمان شود. وزیری علاوه بر قره‌نی به نواختن ساکسیفون و ویولون هم آشنا بود. او در سل ۱۳۱۰ به درخواست ادارهٔ آموزش و پرورش شهر بین‌النهرین و با انتخاب سالار مغزر به آنجا رفت و در دبستان اخوت ایران مشغول تعلیم موسیقی شد. بعد از آن وزیری به تهران بازگشت و در هنرستان عالی موسیقی ادامهٔ تحصیل داد، سپس به سمت هنرآموز موسیقی در مدارس بزرگ شیراز منصوب شد. وزیری هم‌زمان با تدریس، قطعاتی نیز می‌ساخت که از آن جمله تصنیفی در بیات اصفهان  و قطعهٔ دیگری نیز به مناسبت هفتصدمین سال وفات سعدی در دستگاه همایون ساخته‌است. مشهورترین اثر او آهنگ به یاد شیراز است که بر روی شعر حافظ ساخته‌است. از جمله جالب‌ترین کارهای وزیری در شیراز آشنا ساختن موسیقیدانان دوره‌گرد با تکنیک‌های صحیح موسیقی است. وزیری بعدها در سال ۱۳۲۰ به تهران بازمی‌گردد و به عنوان نوازنده در ارکستر نوین رادیو مشغول به کار می‌شود علاوه بر آن در ارکستر انجمن موسیقی ملی و ارکسترهای اداره موسیقی کشور نیز به عنوان هم‌نواز و تکنواز قره‌نی فعالیت می‌کند. او همچنین در رادیو و در برنامهٔ گل‌ها، نیز آثاری از خود برجای گذاشت. همزمان با وزیری‌تبار افرادی چون سلیم فرزان، ولی‌الله البرز، رضا گلشن نیز در این ساز کار می‌کردند. او همچنین کوشش‌های زیادی در ترکیب ارکستر نابینایان داشت. فعالیت در رادیو، با توجه به سیاست غلط و فرسایندهٔ آن زمان او را خسته کرد ولی باز هم او تا ۲۳ مرداد ۱۳۳۷ که آخرین روز حیاتش بود همچنان در حوزه موسیقی دست از کار و فعالیت برنداشت.